# Córrego Jacuí
Córrego Jacuí é curso de água que nasce e deságua no município brasileiro de João Monlevade, em Minas Gerais. Atravessa a cidade de João Monlevade paralela a Rodovia BR-381 até desaguar no Rio Piracicaba no bairro Jacuí.
No ano de 2013 a prefeitura de João Monlevade realizou uma licitação com a finalidade de canalização em bueiros no córrego Jacuí.
Em 2015 o Departamento de Água e Esgoto (DAE) de João Monlevade foi autuado por ter causado intervenções com danos aos recursos hídricos ao lançar no córrego resíduos domésticos sem o correto tratamento.
Em 2023, uma sessão pública realizada na Câmara Municipal de João Monlevade, sob a presidência do segundo secretário da Casa, abordou questões relacionadas aos loteamentos no município e à situação do córrego do Jacuí. O representante expressou preocupação com a contaminação do córrego devido a derramamentos de óleo na região. Além disso, foram discutidas as consequências do estreitamento do córrego, que poderia resultar no acúmulo de água e terra, causando prejuízos aos moradores e comprometendo as bombas de captação do DAE.